# Luciano Bibiloni
Luciano Bibiloni (né à La Plata) est un compositeur, chef d'orchestre, instrumentiste et chanteur franco-argentin.
Il fonde l'Orchestre du Rhin, qui a vu la lumière du jour en 2014, ensemble qui réunit les meilleurs musiciens de deux rives du Rhin.
Il est le créateur de multiples projets participatifs à Strasbourg. Parmi eux "Le Messie" de Haendel qui est chanté chaque année depuis 2016, "Carmen" de G.Bizet qui a vu son triomphe au Zénith de Strasbourg en 2018 dans le cadre du projet participatif massif "À vos marques, prêts... chantez!", "Chœurs de cinémas" - un projet-novateur de pot-pourri d’œuvres chorales de films.
Ce projet participatif "À vos marques, prêts...chantez!" créé en 2016 et dirigé depuis par Luciano rassemble de milliers de personnes : chanteurs professionnels et amateurs, artistes et danseurs, instrumentalistes et musiciens. Son programme diversifié permet ainsi de diffuser la pratique musicale sur un vecteur artistique et l'inclusion sociale.

## Biographie
Luciano Bibiloni a fait des études en composition à l'université nationale de La Plata en Argentine, et en Espagne, avec Josep Soler, en parallèle avec des études en piano, alto, violon et chant. Sa production inclut des œuvres pour ensembles de chambre, orchestre symphonique avec et sans chœur, et mixte (instruments acoustiques et bande électroacoustique). Il est diplômé du Conservatoire national supérieur de musique et de danse de Paris.
Il est ou a été professeur dans différentes institutions de son pays et en France, et a reçu des distinctions comme compositeur. Parmi elles, celle de la Société de compositeurs d’Espagne (SGAE), en 2001, et celle du Premier prix d’œuvres chorales de la Province de Buenos Aires, Argentine, en 1998. En l’actualité, il est en train de clore la composition d’un cycle de cinq pièces appelé Entropías, dont la dernière consiste en une Messe, pour triple chœur et orchestre symphonique. Ce cycle est composé dans un langage accessible au public en général sans faire des concessions au niveau de la rigueur de l’écriture, ni en renonçant aux conquêtes de la musique classique des XXe et XXIe siècles (dont le sérialisme, le « spectralisme » et la néo-tonalité).
Il a été le directeur artistique du Festival au Pays du Mont Blanc pendant 6 ans, jusqu'en 2014.
La Maîtrise de la Cathédrale Saint-Étienne de Toulouse, anciennement Petits Chanteurs à la Croix Potencée l'a choisi comme son directeur musical depuis 2009 et jusqu'en 2013. Depuis la saison 2013-2014, il est le directeur artistique et musical de la Maîtrise de l'Opéra national du Rhin - Petits chanteurs de Strasbourg
Luciano Bibiloni est à l'origine de la fondation de l'Orchestre du Rhin en 2014. Depuis 2016, il crée et dirige artistiquement le Festival en Pays d'Alsace, ayant lieu en juillet de chaque année dans le canton de Niederbronn avec un concert d'ouverture à Strasbourg. Ce Festival est indissociable d'un stage de musique choral accueillant des chanteurs de toute l'Europe.
Le 28 janvier 2017, il a donné à Strasbourg un concert participatif du Messie, de Haendel, auquel ont participé la Maîtrise de l'Opéra national du Rhin, l'Orchestre du Rhin sur instruments anciens et plus de 700 chanteurs amateurs,.
Entre 2017 et 2019 - Luciano Bibiloni était directeur de la Maîtrise de Garçons de Colmar,.
En octobre 2019 il reçoit un prix de Fond'Action Alsace. Ce prix est donné à celles et ceux qui incarnent leurs talents à travers des projets et des initiatives dans des domaines économique, culturel, scientifique, sociétal.
En 2021, Luciano a été nommé Chevalier de l'Ordre des Arts et des Lettres.